# يو إف سي 247
يو إف سي 247: جونز ضد رييس (بالإنجليزية: UFC 247: Jones vs. Reyes)‏ هو حدث لفنون القتال المختلطة نظمته يو إف سي، أُقيم في 8 فبراير 2020، على تويوتا سنتر في هيوستن، تكساس، الولايات المتحدة.